# Puna Pau

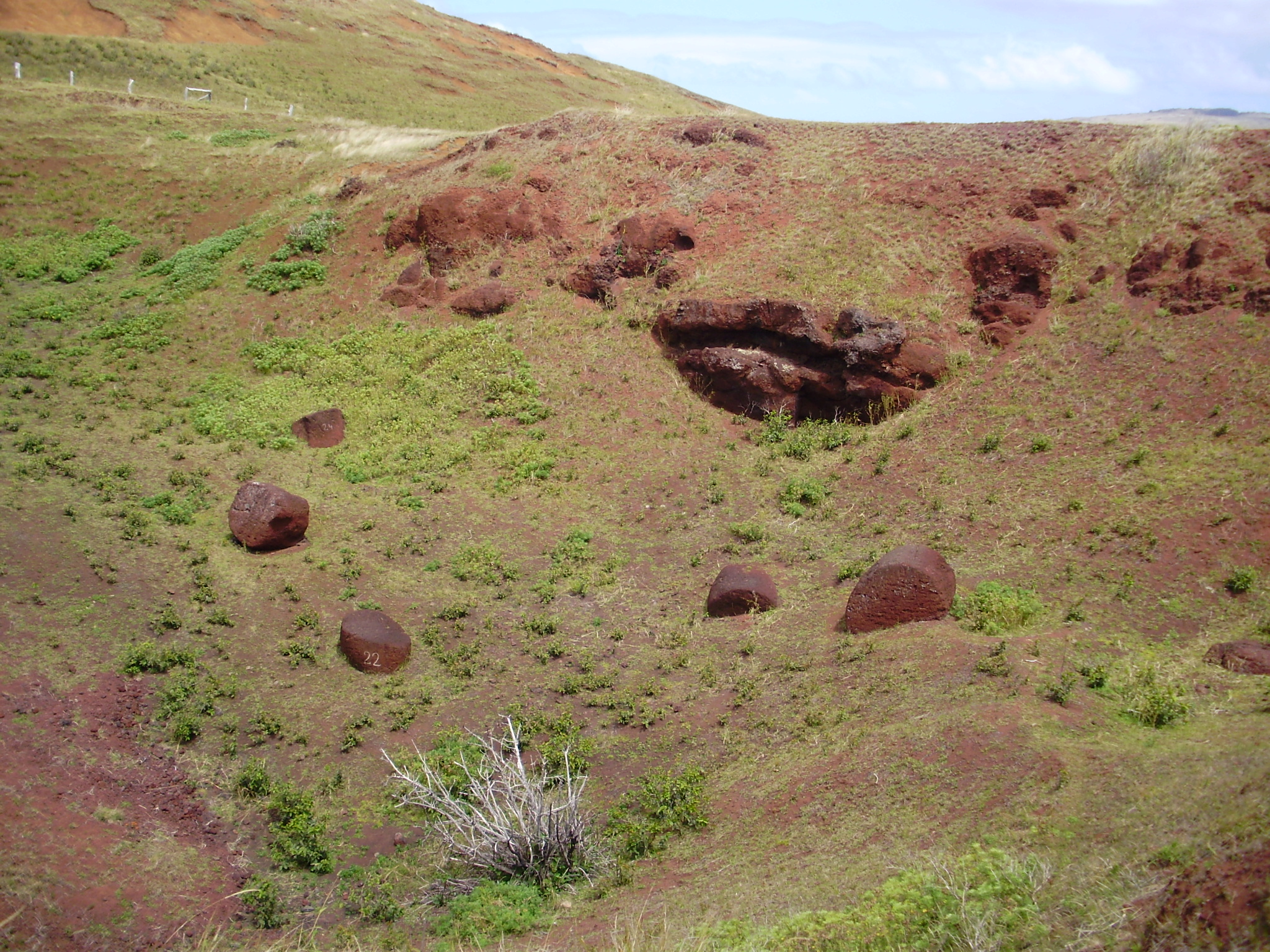
Puna Pau

Puna Pau est un petit cône volcanique qui servait de carrière dans l'Île de Pâques, car c'est l'unique source de roche volcanique rouge sur l'ile. Celle-ci servait notamment à la création de pukao pour les moaï.

## Localisation
Située près de Hanga Roa, Puna Pau est aussi le nom donné à l'une des subdivisions du parc national de Rapa Nui.